# 조지 페레스
조지 페레스(영어: George Pérez, 1954년 6월 9일~2022년 5월 6일)은 푸에르토리코 출신 미국의 만화가이다.
어벤저스, 원더우먼, 판타스틱포 등 수많은 히트작들을 남겼다.